# Hadena erythurus
Hadena erythurus är en fjärilsart som beskrevs av Druce 1908. Hadena erythurus ingår i släktet Hadena och familjen nattflyn. Inga underarter finns listade i Catalogue of Life.